# Стъклен таван (равенство между половете)
 Тази статия е за равенството между половете.  За стъклен таван на автомобилите и в архитектурата вижте панорамен покрив.  
Стъкленият таван е форма на полова дискриминация по отношение на правото на труд. Той е група от „невидими“ (неочевидни) бариери, основани на предразсъдъци, които възпрепятстват развитието на жените към по-високи длъжности в тяхната кариера. В резултат от „стъкления таван“ жените са по-слабо представени в по-високите йерархични нива даже в сектори, където те са мнозинство, като сферата на образованието. Терминът е предложен от Уолстрийт джърнъл през 1986 г.
През 2013 г. 17,8% от членовете на управителните съвети на най-големите котирани на фондовата борса предприятия в Европейския съюз са жени, като те представляват 4,8% от председателите на тези управителни съвети. Делът на жените главни изпълнителни директори е 2,8%.
През 2012 г. близо 19% от майките в България са били уволнени, след като са съобщили на работодателя си, че са бременни.

## Причини
През 2015 г. Комисията по правата на жените и равенството между половете към Европейския парламент посочва следните причини за съществуването на „стъкления таван“:
- майчинство и други семейни задължения;
- дискриминационно разделение на професиите на „мъжки“ и „женски“, и като резултат – неравен достъп до някои професии;
- разлика в заплащането – в икономиката на ЕС жените получават средно 16,4% по-ниски заплати от мъжете[2];
- липса на амцибии (липса на визия и увереност) – „заплахата от стереотипи“ кара жените да вярват, че е по-малко вероятно да успеят в кариерата или че са по-слабо компетентни от колегите си мъже;
- неравен достъп до финансиране;
- липса на опит в управлението;
- сексуален тормоз над жените.